# Старое Зелёное
Старое Зелёное (тат. Иске Зеленай) — село в Старокулаткинском районе Ульяновской области России, административный центр Зелёновского сельского поселения.
Население - 761 (2010)

## География
Село находится в пределах Приволжской возвышенности, являющейся частью Восточно-Европейской равнины, в балке Белый Родник (бассейн реки Терешки) на высоте около 130 метров над уровнем моря. В радиусе 4-4,5 м западнее и южнее села - широколиственный лес. Почвы - чернозёмы остаточно-карбонатные.
Село расположено в восточной части Старокулаткинского района примерно в 21 км по прямой от районного центра посёлка городского типа Старая Кулатка. По автомобильным дорогам расстояние до районного центра составляет 26 км, до областного центра города Ульяновска - 220 км. 
Часовой пояс
Старое Зелёное, как и вся Ульяновская область, находится в часовой зоне МСК+1. Смещение применяемого времени относительно UTC составляет +4:00.

## История
Основано в начале XVIII века. 
В Списке населённых мест Российской империи по сведениям за 1859 год упоминается как казённая деревня Старое Зелёное Хвалынского уезда Саратовской губернии, расположенная при речке Зелёновке по просёлочному тракту из Хвалынска в город Кузнецк (через село Елшанку) на расстоянии 38 вёрст от уездного города. В населённом пункте насчитывалось 242 дворов, проживали 752 мужчина и 820 женщин, имелись 3 мечети. 
Согласно переписи 1897 года в деревне Старая Зеленовка проживали 2261 житель (1113 мужчин и 1148 женщин), все магометане.
Согласно Списку населённых мест Саратовской губернии 1914 года деревня Старая Зеленовка относилась к Дворянско-Терешанской волости. По сведениям за 1911 год в деревне насчитывалось 511 приписанных и 4 "посторонних" дворов, проживали 2686 приписанных и 16 посторонних жителей, имелись 5 мечетей. В деревне проживали преимущественно бывшие государственные крестьяне, татары, составлявшие одно сельское общество.

## Население
Динамика численности населения по годам:
| Годы      | 1859 | 1897 | 1911 | 1989  | 2002  |
| --------- | ---- | ---- | ---- | ----- | ----- |
| Население | 1572 | 2261 | 2702 | ≈1700 | Ю.Э.Р |

| 2010 |
| ---- |
| 761  |

Национальный состав
Согласно результатам переписи 2002 года татары составляли 99 % населения села.

## Известные уроженцы
- Бикбавов, Абдрашит Ильясович - командир и адъютант Башкирского войска.
- Мансуров Бурхан Хуснутдинович — татарский государственный деятель. Председатель ТатЦИКа в 1920—1921 годах.